# ترودی مک‌کی
ترودی فرانسیس شارلین مک‌کی (انگلیسی: Trudy Frances Charlene Mackay؛ زادهٔ ۱۰ سپتامبر ۱۹۵۲) یک دانشمند برجسته کانادایی در زمینه ژنتیک کمی است. او یکی از صاحب‌نظران برجستهٔ دنیا در زمینهٔ صفات پیچیدهٔ ژنتیکی است.
وی رئیس مرکز ژنتیک انسانی در دانشگاه کلمسون است که در پردیس مرکز ژنتیک گرینوود واقع شده‌است. وی همچنین استاد رشتهٔ ژنتیک و بیوشیمی در دانشگاه کلمسون است.
او تخصص خود را در رشتهٔ ژنتیک کمی در دانشگاه ایالتی کارولینای شمالی اخذ کرد و پیش‌تر از استادان ممتاز آن دانشگاه بود. ترودی دانش‌آموختهٔ رشتهٔ زیست‌شناسی در دانشگاه دالهاوزی کاناداست و پی‌اچ‌دی خود را در رشتهٔ ژنتیک در سال ۱۹۷۹ میلادی از دانشگاه ادینبرو دریافت داشت.
وی همچنین برندهٔ جوایزی همچون همکار انجمن سلطنتی شده‌است و از سال ۲۰۱۰ میلادی عضو آکادمی ملی علوم است.